# کیسی کانورس
کیث کاثون "کیسی" کانورس (به انگلیسی: Keith Cawthon "Casey" Converse) (زادهٔ ۳۱ ژانویهٔ ۱۹۵۷) شناگر اهل کشور ایالات متحده آمریکا است.